# Jacques Vernier (Leichtathlet)
Jacques Vernier (* 21. Juli 1923 in Grand-Charmont; † 14. April 2015 in Froges) war ein französischer Langstreckenläufer.
Über 5000 m schied er bei den Olympischen Spielen 1948 in London im Vorlauf aus und erreichte er bei den Leichtathletik-Europameisterschaften 1950 in Brüssel im Finale nicht das Ziel.
1948 wurde er Französischer Meister über 5000 m mit dem nationalen Rekord von 14:35,8 min, den er am 29. August 1949 in Göteborg auf 14:20,6 min verbesserte.
Sein Zwillingsbruder Jean Vernier war als Mittelstreckenläufer erfolgreich.